# 518 Halawe
518 Halawe è un asteroide della fascia principale del diametro medio di circa 15,63 km. Scoperto nel 1903, presenta un'orbita caratterizzata da un semiasse maggiore pari a 2,5330193 UA e da un'eccentricità di 0,2265560, inclinata di 6,73013° rispetto all'eclittica.
Il suo nome fa riferimento alla halva, un dolce tipico dei paesi arabi e molto apprezzato dallo scopritore, Raymond Smith Dugan.